# شهرستان رابنیتا
شهرستان رابنیتا (به لاتین: Rîbnița District) یک منطقهٔ مسکونی در مولداوی است که در ترانس‌نیستریا واقع شده‌است. شهرستان رابنیتا ۸۵۰٫۲ کیلومتر مربع مساحت و ۶۹٬۰۰۰ نفر جمعیت دارد.